# Bombardeos de Odesa (2022-presente)
Los bombardeos de Odesa de 2022 se refieren a los ataques estratégicos desde el mar por parte de las Fuerzas Armadas de Rusia contra la Óblast de Odesa, incluida su capital homónima, la región costera más importante de Ucrania que aun no se encuentra bajo ocupación militar de la Federación Rusa.
Tiene lugar durante la ofensiva del sur de Ucrania de la invasión rusa de Ucrania en Odesa en 2022. La ciudad y la región circundante han sido bombardeadas por las fuerzas rusas en múltiples ocasiones desde que comenzó el conflicto, disparadas predominantemente desde buques de guerra rusos situados en alta mar en el Mar Negro y matando al menos a un civil. La ciudad también ha sido blanco de misiles de crucero rusos.

## Cronología

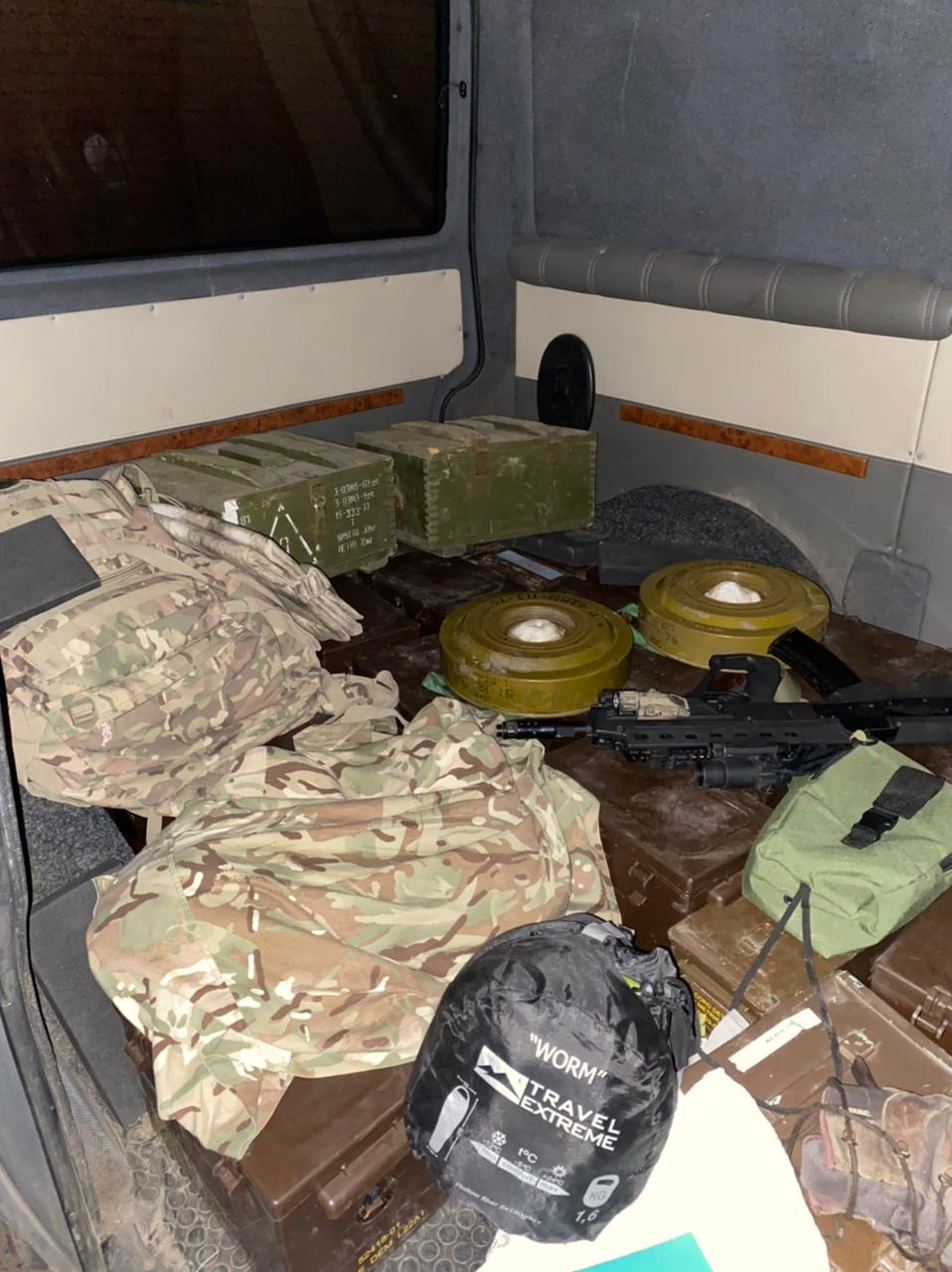
Equipo incautado a presuntos saboteadores rusos en Odesa, 27 de febrero.

Los primeros ataques aéreos rusos contra Odesa ocurrieron el primer día de la invasión, temprano el 24 de febrero, contra almacenes en la ciudad. Un avión de combate Sukhoi Su-30 de la Fuerza Aérea Rusa fue derribado sobre Odesa durante los ataques aéreos iniciales. Los saboteadores rusos habían comenzado a operar en Odesa el 27 de febrero, ya que las autoridades ucranianas los detuvieron y confiscaron su equipo. Los trenes de evacuación comenzaron a sacar a los civiles de la ciudad hacia Chernivtsí y Úzhgorod el 2 de marzo, y otros trenes de evacuación operaron el 8 de marzo.
Varios buques de guerra rusos amarraron frente a la costa de Odesa para planear una invasión de la costa en esa área. Sin embargo, para el 28 de febrero, los barcos comenzaron a retirarse de la zona. Los marineros rusos reclutados a bordo de los barcos habían organizado un intento de motín contra los planes de invadir la costa de Odesa alrededor de la playa de Luzanivka, lo que obligó a abandonar la invasión planificada.
Alrededor de las 12:00 hora local del 2 de marzo, las fuerzas rusas bombardearon la aldea de Dachne, al noroeste de Odesa, dañando un gasoducto de gas natural e incendiando nueve casas y un garaje. Esto fue seguido el 3 de marzo por el bombardeo de las aldeas cercanas de Zatoka y Bilenke, matando al menos a un civil en esta última aldea. Los buques de guerra rusos también bombardearon el buque civil ucraniano Helt en el puerto de Odesa, haciendo que se hundiera. Más tarde esa noche, saboteadores rusos hackearon sitios web del gobierno local en Odessa, publicando noticias falsas sobre una aparente capitulación ucraniana ante los rusos.
Las fuerzas de defensa aérea ucranianas en Odesa derribaron aviones de combate rusos el 3 de marzo sobre Bilhorod-Dnistrovsky, en cuyo caso el piloto logró eyectarse con seguridad; y de nuevo el 5 de marzo sobre la ciudad de Odesa. Una nueva brigada de las Fuerzas de Defensa Territorial de Ucrania fue fundada en Odesa el 8 de marzo, después de las quejas iniciales de civiles en la ciudad que deseaban unirse a la fuerza de defensa de una falta de organización, ya que fueron enviados a casa sin armas.
Los ataques rusos en Odesa se intensificaron hacia finales de marzo. Durante la mañana del 21 de marzo, los buques de guerra rusos reaparecieron en alta mar y comenzaron a bombardear objetivos en Odesa, incluido el puerto, antes de que la artillería costera ucraniana devolviera el fuego y los expulsara de regreso al Mar Negro. El 25 de marzo, las defensas aéreas ucranianas derribaron tres misiles de crucero sobre el Mar Negro que estaban en camino de atacar objetivos en Odesa y sus alrededores. Dos misiles de crucero rusos más fueron derribados frente a la costa de Odesa el 27 de marzo, aunque la ciudad posteriormente fue objeto de un fuerte fuego de mortero, según una declaración en Telegram de Sergei Bratchuk, portavoz de la administración militar de Odesa.

### Abril 2022

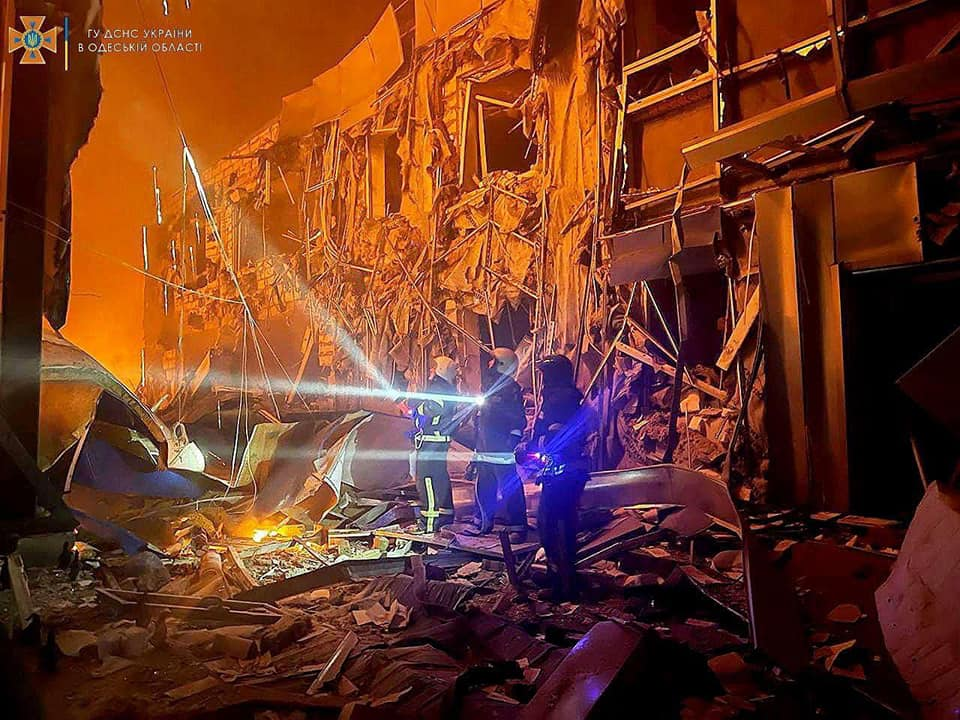
Centro comercial en el pueblo de Fontanka cerca de Odesa, destruido el 9 de mayo.

El 13 de abril, el asesor presidencial ucraniano Oleksiy Arestovych y el gobernador de Odesa, Maksym Marchenko, dijeron que el crucero ruso Moskva, buque insignia de la flota rusa del Mar Negro, había sido alcanzado por dos misiles antibuque Neptune y estaba en llamas en mares agitados. Aparentemente, los misiles fueron lanzados en o cerca de Odesa en Moskva, ubicado entre 60 y 65 millas náuticas de la costa. El Ministerio de Defensa ruso dijo que un incendio había provocado la explosión de municiones, que el barco había resultado gravemente dañado y que la tripulación había sido evacuada por completo, sin ninguna referencia a un ataque ucraniano. Al día siguiente, el barco se hundió cuando intentaba llegar al puerto para repararlo. Rusia declaró que un marinero del Moskvá murió y 27 estaban desaparecidos, mientras que 396 tripulantes fueron rescatados.
El 23 de abril, un ataque con misiles rusos alcanzó una instalación militar y dos edificios residenciales, matando a ocho civiles e hiriendo a 18 o 20, según Ucrania. Rusia confirmó el ataque afirmando que la instalación objetivo era una terminal logística en un aeródromo militar que albergaba armas estadounidenses y europeas entregadas a Ucrania.
El 27 de abril, las fuerzas rusas atacaron y destruyeron el puente Zatoka con el objetivo de desconectar la ciudad de Odessa del resto del país al este del río Dniéster.

### Mayo 2022
El 1 de mayo, el presidente ucraniano Zelensky dijo que las fuerzas rusas destruyeron la pista recién construida del aeropuerto de Odessa. Funcionarios ucranianos dijeron que las fuerzas rusas usaron un misil Bastion para el ataque. La ciudad fue bombardeada nuevamente el 7 de mayo, con cuatro misiles impactando en un edificio civil y otros dos en el aeropuerto de la ciudad.
El 9 de mayo, Rusia disparó tres misiles Kinzhal a Odessa Oblast. En ese momento, el presidente del Consejo Europeo, Charles Michel, y el primer ministro de Ucrania, Denys Shmyhal, estaban en Odessa y tuvieron que esconderse en un refugio antibombas. En la noche del mismo día, las tropas rusas dispararon cohetes contra tres almacenes en Odessa y un centro comercial en el pueblo de Fontanka, cerca de la ciudad. Una persona murió y dos personas resultaron heridas en los almacenes, y tres personas resultaron heridas en el centro comercial.

### Junio 2022
En la noche entre el 30 de junio y el 1 de julio, tres misiles Kh-22 disparados desde bombarderos estratégicos Tu-22M fueron disparados contra un edificio de apartamentos de 9 tiendas y un centro recreativo en el asentamiento Serhiivka, del raión de Bilhorod-Dnistrovskyi, óblast de Odesa. Toda la sección del edificio de apartamentos fue destruida. Al menos 21 personas murieron y más de 38 resultaron heridas.

### Julio 2022
El 23 de julio, menos de un día después de firmar un acuerdo de exportación de cereales con Ucrania, Rusia lanzó cuatro misiles Kalibr, dos de los cuales fueron interceptados, en el puerto comercial marítimo de Odesa.

### Julio de 2023
En la noche del 19 de julio de 2023, Rusia llevó a cabo más ataques con misiles y drones en el puerto de Odesa después de retirarse de la Iniciativa de Granos del Mar Negro. Las terminales de granos y petróleo resultaron dañadas. El Ministerio de Agricultura de Ucrania afirmó que en los ataques se destruyeron 60.000 toneladas de cereales.
En la noche del 20 de julio, un nuevo ataque destruyó un edificio administrativo en Odesa y edificios de almacenamiento en la región de Odesa. Entre otros, resultaron dañados el edificio del Consulado General de China y tres museos en la zona de amortiguamiento del sitio del Patrimonio de la Humanidad “Centro Histórico de Odesa” (Arqueológico, Marítimo y de Literatura). La UNESCO condenó el ataque.
Los días 22 y 23 de julio, los misiles rusos alcanzaron nuevamente Odesa, incluido el centro histórico. 25 monumentos arquitectónicos resultaron dañados según las autoridades locales. La Catedral de la Transfiguración, la más grande de la ciudad, fue parcialmente destruida. La catedral pertenece a la Iglesia ortodoxa ucraniana del Patriarcado de Moscú, que tiene su sede en Rusia. La Casa de los Científicos también sufrió graves daños. Al menos 6 edificios residenciales resultaron dañados; una persona murió y 19 resultaron heridas.